# Nadieżda Ładygina-Kots
Nadieżda Nikołajewna Ładygina-Kots (ros. Наде́жда Никола́евна Лады́гина-Котс; ur. 18 maja 1886 w Kuźniecku, zm. 3 września 1963 w Moskwie) – rosyjska doktor nauk biologicznych, zoopsycholog, prymatolog, zaliczana do grona pionierów psychologii porównawczej, współzałożycielka i kurator Muzeum Darwina w Moskwie, w latach 1945–1963 starszy pracownik naukowy działu psychologii w Instytucie Filozofii Akademii Nauk ZSRR. Została wyróżniona m.in. tytułem Zasłużony Działacz Nauki RFSRR i odznaczeniami państwowymi (m.in. Orderem Lenina).

## Życiorys

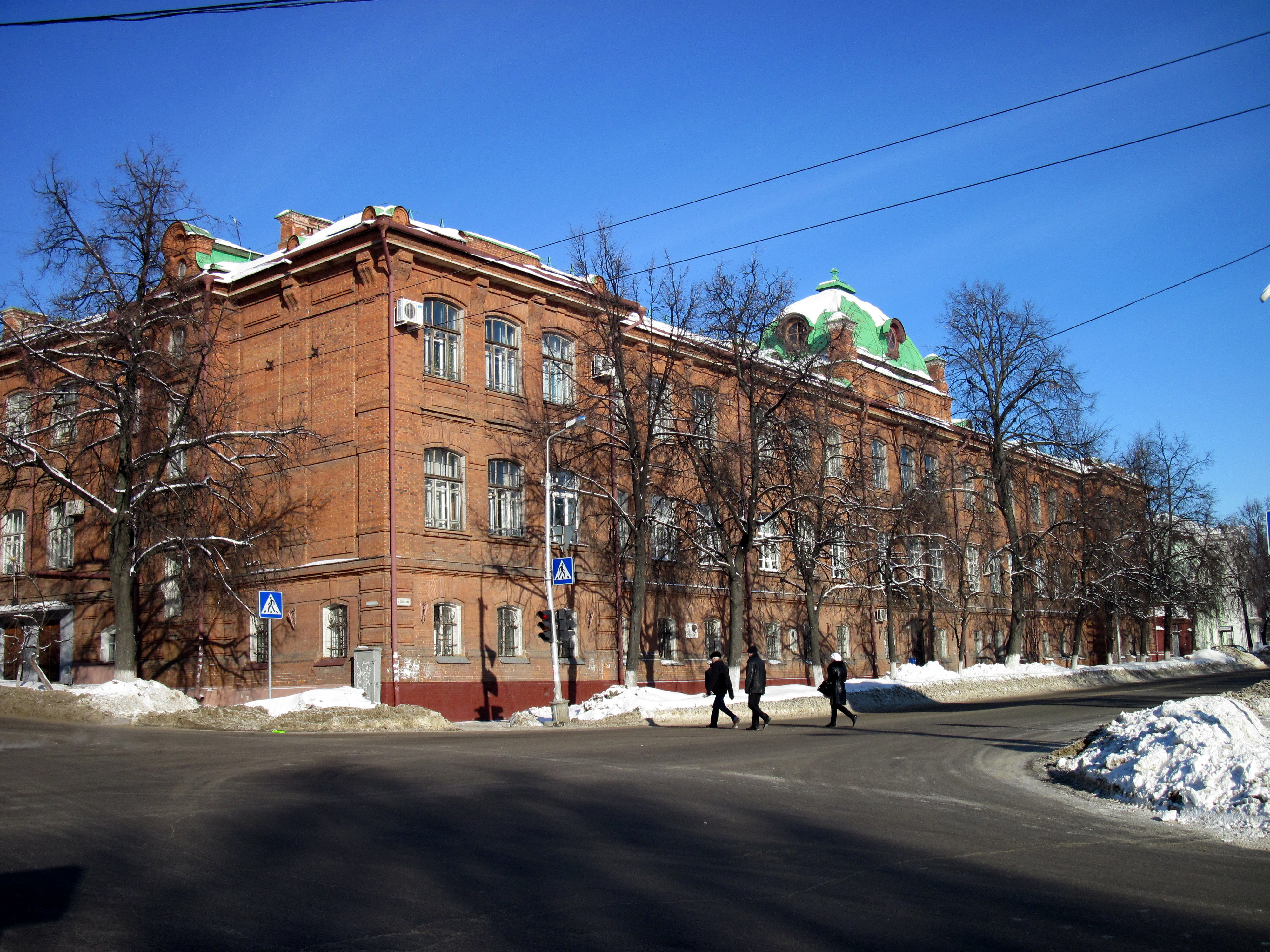
Gimnazjum w Penzie

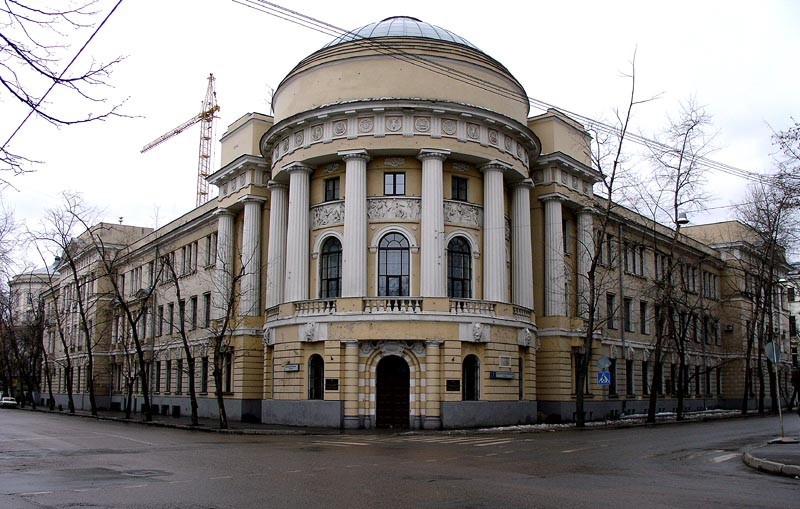
Budynek główny MWŻK

Była dziewiątym dzieckiem Nikołaja Ładygina, nauczyciela muzyki i śpiewu w szkole artystycznej w Penzie. Jej matka była córką przedsiębiorczego drobnego kupca (wykupił się z poddaństwa pańszczyźnianego niedługo przed reformą uwłaszczeniową). W roku jej narodzin rodzina przeniosła się z Kuźniecka do Penzy. Tamże Nadieżda uczęszczała do pierwszego żeńskiego gimnazjum. Po jego ukończeniu (z wyróżnieniem) w 1908 kontynuowała naukę w Moskwie, w MWŻK (moskiewskie wyższe żeńskie kursy, zob. elementy historii kształcenia kobiet), gdzie studiowała zoologię nа wydziale matematyczno-fizycznym (oddział przyrodniczy). Studia skończyła w 1917. Uzyskała na Uniwersytecie Moskiewskim stopień doktora nauk biologicznych.
W MWŻK zajęcia praktyczne z anatomii zwierząt, a następnie również wykłady na temat ewolucji prowadził od 1907 Aleksandr Kots (1880–1964), pasjonat teorii Darwina, namiętny kolekcjoner okazów przyrodniczych. Kots wprowadził innowacyjną formę wykładów, łącząc je z demonstracjami okazów swojej kolekcji. Przeniósł ją do laboratorium uczelni (stała się zaczątkiem przyszłego Muzeum Darwinowskiego). Nadieżda N. Ładygina, jego zafascynowana darwinizmem studentka, a od 1911 żona, asystowała przy organizacji wykładów i zajęć praktycznych. W latach 1911–1923 uczestniczyła też w tworzeniu muzealnej ekspozycji kolekcji, która w 1913 liczyła już kilka tysięcy eksponatów (jej wartość oszacowano na około 15 tysięcy rubli).
W 1913 A. Kots i N. N. Ładygina-Kots odwiedzili muzea przyrodnicze w Dreźnie, Berlinie, Lipsku, Monachium, Antwerpii, Paryżu, Londynie i inne (zob. Muzeum Historii Naturalnej w Berlinie, Muzeum Historii Naturalnej w Paryżu). Wspólnie zajmowali się systematyką zbiorów, zgromadzonych w Muzeum Brytyjskim. W Monachium odwiedzili Rudolfa Steinera, którego koncepcje wywarły na nich silne wrażenie.
W tymże roku Nadieżda Ładygina-Kots założyła w nowym moskiewskim muzeum laboratorium zoopsychologiczne, w którym zajmowała się procesami poznawczymi zwierząt. Od 1945 pracowała w Instytucie Filozofii Rosyjskiej Akademii Nauk jako starszy pracownik naukowy. Jej naukowym asystentem był wówczas syn, Rudolf (Rudi) Kots, urodzony w 1925. Porównanie jego rozwoju w dzieciństwie z wcześniej obserwowanym przez matkę rozwojem młodego szympansa Joni (1913–1916) stało się tematem głośnej książki, wydanej w języku rosyjskim w 1935 (wyd. ang. 2002). Nawiązała kontakty naukowe z Robertem Yerkesem, Janem Dembowskim i in.

## Muzeum Darwina
Muzeum powstało dzięki pasji Aleksandra Kotsa, który był nie tylko miłośnikiem przyrody i namiętnym kolekcjonerem okazów przyrodniczych. Był też poszukiwaczem idei, która umożliwiłaby uporządkowanie bogactwa faktów, co wyjaśnia jego zainteresowanie teorią Darwina. Był również sprawnym taksydermistą. Wypchane ptaki z Zachodniej Syberii prezentował w 1899 na XIV wystawie Rosyjskiego Towarzystwa Aklimatyzacji (otrzymał srebrny medal). Doświadczenie w tym zakresie zdobywał m.in. w najlepszym zakładzie taksydermii w Moskwie, którym kierował znany ornitolog Fiodor Lorenz.
Nie mając funduszy na uruchomienie odrębnego muzeum przyrodniczego Aleksandr Kots zdecydował się na podjęcie pracy dydaktycznej w MWŻK i skorzystanie z pomieszczeń tej szkoły. Z pieniędzy na posag Nadieżdy Ładyginy zostały zakupione nowe cenne eksponaty, m.in. wypchane okazy rzadkich form wilka – całkowicie czarnej i albinosa.
Kolekcję i dokumenty umieszczono m.in. w piwnicach uczelni. Według Fransa de Waala sprzyjało to bezpieczeństwu pracy dotyczącej darwinizmu. Przyczyną zagrożenia była opinia Trofima Łysenko, że część założeń Darwina jest „reakcyjna” (przeciwnicy łysenkizmu byli wówczas rozstrzeliwani lub skazywani na zesłanie, a instytuty badawcze zamykano). Bezpieczeństwu moskiewskich darwinistów miał też sprzyjać pomnik Lamarcka, ustawiony przy wejściu do muzeum.
Według informacji, które znajdują się na internetowej stronie dzisiejszego Muzeum Darwinowskiego, działalność Kotsa i jego współpracowników nie była uznawana za sprzeczną z oficjalną ideologią – ani kolekcja, ani żaden z pracowników muzeum nie ucierpiał podczas represji stalinowskich. 

## Badania naukowe w dziedzinie zoopsychologii
Wyjaśniając swoje zainteresowania nową naukową dyscypliną, zoopsychologią i psychologią porównawczą, N.N. Ładygina-Kots odwoływała się nie tylko do prac Darwina, np. do The Expression of the Emotions in Man and Animals. Wskazywała również innych myślicieli, poszukujących przez stulecia odpowiedzi na pytania o początek ludzkiego myślenia: Lamarka (zob. lamarkizm), Goethego (zob. goetheanizm), Haeckela, Hobhouse'a oraz  takich specjalistów w dziedzinie psychologii, jak Wolfgang Köhler, John Watson, Géza Révész, Robert Yerkes i inni, np.:
- E.L. Thorndike – autor m.in. Animal Intelligence (1898)[16]
- A.J. Kinnaman – autor m.in. Mental life of two Macacus rhesus monkeys in captivity (1902)[17]
- W.T. Shepherd – autor m.in. Some mental processes of the rhesus monkey (1910)[18]
- Harold C. Bingham – autor m.in. Gorillas in a Native Habitat (1932)[19]

Jej najważniejsze badania własne dotyczyły:
- 1913–1916 – zachowań młodego szympansa Joni
- lata 1920. – ontogenezy zachowań i instynktów nieprymatów
- 1925–1930 – ontogenezy zachowań małego dziecka
- 1940–1950 – stosowania i wytwarzania narzędzi przez szympansa o imieniu Parys oraz przez niższe małpy
- lata 1950. – naśladowania wzorów przez dzieci i szympansy

### Szympans Joni i „dziecko człowieka”
Najbardziej znane doświadczalne badania procesów poznawczych człowieka i innych naczelnych (zob. psychologia poznawcza, etapy rozwoju poznawczego, zoopsychologia) Ładygina-Kots prowadziła w latach 1913–1929. Uważa się, że jako pierwsza wykonała rzetelne naukowe badania tzw. Cross-fostering – „wychowania krzyżowego“.
W latach 1913–1916 obserwowała rozwój młodego szympansa o imieniu Joni, wychowywanego w warunkach domowych od osiemnastego miesiąca życia do jego śmierci na zapalenie płuc w wieku czterech lat. Przez trzy lata regularnie i szczegółowo rejestrowała zachowania Joniego, jego mimikę wyrażającą emocje, mowę ciała itp. Prowadziła też eksperymenty zoopsychologiczne. Opublikowała wyniki badań umiejętności rozpoznawania przedmiotów dwu- i trójwymiarowych, kątów prostych, ostrych i rozwartych, wrażliwości na barwy i in. Wykazała, że szympans nie potrafi skupić uwagi (koncentracja), a jego wrażenia i wspomnienia (zob. też konfabulacja) są przelotne, co utrudnia rozwijanie się idei.
Po urodzeniu w 1925 syna Rudolfa (Rudiego) Ładygina-Kots zgromadziła równie szczegółową dokumentację jego rozwoju (rozwój „dziecka człowieka”) w czasie pierwszych czterech lat życia (porównaj m.in. pierwsze etapy rozwoju poznawczego według Jeana Piageta).
Wyniki tak przeprowadzonych międzygatunkowych badań porównawczych (zob. też psychologia ewolucyjna) zostały opisane w głośnej książce zatytułowanej (w wolnym tłumaczeniu): „Dziecko szympansa i ludzkie dziecko w swoich instynktach, emocjach, zabawach, nawykach i ruchach ekspresyjnych” (angielskojęzyczne wydanie tej książki ukazało się w 2002 pt. Infant Chimpanzee and Human Child). Książka została zilustrowana m.in. licznymi fotografiami mimiki szympansa, przypominającymi grafiki z książki Darwina The Expression of the Emotions in Man and Animals (1872).

### Makak Dezi
W latach 1917–1919 Ładygina-Kots prowadziła doświadczalne badania dorosłego, półoswojonego makaka o imieniu Dezi (ros. Дэзи). Określała adaptacyjne zdolności motoryczne (zob. stadium sensoryczno-motoryczne rozwoju poznawczego dziecka). Korzystała z technik opracowanych przez zoopsychologów amerykańskich, wprowadzając modyfikacje tzw. „skrzynek problemowych”. Motywacją zwierzęcia do działań motorycznych były dwa podstawowe bodźce – jedzenie i wolność (wyjście z klatki). Działanie polegało na otwieraniu różnorodnych mechanizmów blokujących o konstrukcjach wymagających różnego użycia palców dłoni makaka (ruchy palców umożliwiające przesuwanie, pchanie, obracanie, odkręcanie, podnoszenie i in., różniące się kierunkiem, siłą itp.). Ładygina-Kots rejestrowała m.in. czas rozwiązania problemu w kolejnych próbach. Konstrukcja skrzynek problemowych i wykresy, ilustrujące szybkość nabierania sprawności motorycznej, zostały zaprezentowane w książce „o przystosowawczych nawykach motorycznych w warunkach doświadczalnych”.

### Szympans Parys
W latach 40. XX wieku Ładygina-Kots badała umiejętności wytwarzania narzędzi i posługiwania się nimi przez 16-letniego szympansa o imieniu Parys. Wykonała liczne doświadczenia, objęte drobiazgowo opracowanym programem. Rejestrowała ich wyniki w sposób umożliwiający porównania rodzaju i liczby poszczególnych manipulacji.
W czasie doświadczeń szympans otrzymywał różne przedmioty, umożliwiające wydobycie z wąskiej rurki umieszczonego tam smakołyka (patyki, gałęzie drzew różnych gatunków, deska, karton itp.). Łącznie wykonywał 50 zadań o różnym stopniu trudności (badaczka opisała przebieg ponad sześciuset siedemdziesięciu prób rozwiązania tych zadań). Skuteczne użycie wielu spośród udostępnionych przedmiotów wymagało dokonania ich odpowiedniej obróbki, np. oberwania z dużej gałęzi bocznych gałązek i liści, wygięcia lub wyprostowania drutu, oddzielenia szczapy od deski. Większe trudności sprawiało Parysowi korzystanie z krótkich patyków, które należało połączyć w użyteczną całość.
Metodyka i wyniki przeprowadzonych eksperymentów zostały opublikowane w 1959 w obszernej monografii. Zawiera ona protokoły wszystkich eksperymentów. Analiza ich przebiegu pozwoliła stwierdzić, że procesy poznawcze szympansów przypominają myślenie, charakterystyczne dla kilkuletnich dzieci. Największe znaczenie jest przypisywane potwierdzeniu umiejętności wykorzystania szerokiej deski jako materiału na narzędzie użyteczne w opisanej sytuacji doświadczalnej. Zostało to uznane za dowód, że zmysłowe spostrzeżenia (oglądanie i obmacywanie dostępnych materiałów) mogą być zastąpione wyobrażeniami potrzebnego przedmiotu (wyższy poziom rozwoju intelektualnego).

### Inne prace

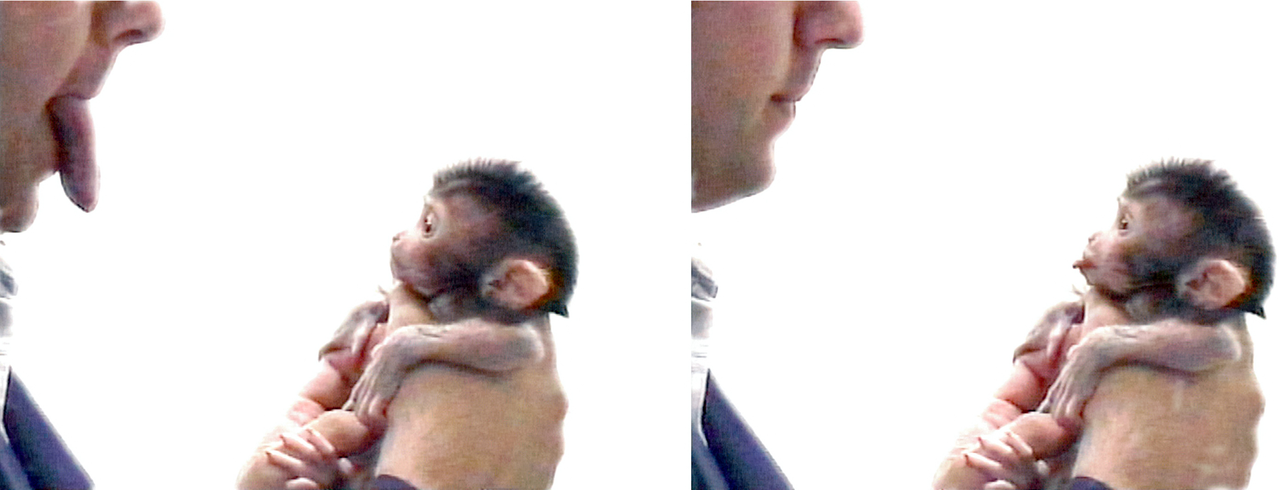
Młody rezus naśladuje mimikę człowieka (Liza Gross, PLoS Biol 2006)

W końcu lat 50. XX wieku Ładygina-Kots opublikowała pracę, dotyczącą szeroko ujętego problemu kształtowania się psychiki w procesie ewolucji. Wykazywała, że ten proces, który rozpoczął się od powstania najprostszych organizmów jednokomórkowych z materii nieożywionej (początkowo z prostych związków nieorganicznych, zob. biogeneza) doprowadził do rozwoju różnych form życia dzięki pobudliwości komórek biologicznych (zob. potencjał czynnościowy, metabolizm). Zwracała uwagę na różnorodność biologiczną, wyrażającą się w zróżnicowaniu sposobów spostrzegania otoczenia i reagowania na odbierane sygnały fizyczne i chemiczne przez na przykład:
- rośliny reagujące na zmiany warunków fotosyntezy i wzrostu (światło, wilgotność gleby i jej skład chemiczny; zob. inteligencja roślin, taksje)
- pierwotniaki, stułbie i inne proste organizmy czynnie zdobywające pożywienie (zob. też rośliny mięsożerne).

Na tym tle przedstawiała możliwości zwierząt, odbierających różne bodźce dzięki narządom zmysłów i odpowiednim analizatorom, a zwłaszcza możliwości człowieka rozumnego, dysponującego mózgiem i umysłem, zdolnego do uczenia się i zapamiętywania, posiadającego osobowość i samoświadomość. Poszukiwała odpowiedzi na pytanie, w którym momencie ewolucji pojawiły się pierwsze formy myślenia i zachowania przemyślane obok instynktowych.
Problemy instynktu próbowała wyjaśnić, prowadząc obserwacje w moskiewskim ogrodzie zoologicznym. Zwracała szczególnie dużą uwagę na ptaki (kurczęta, gęsi, bażanty, indyki, pawie, łabędzie). W laboratorium wykonywała mało znane eksperymenty z udziałem co najmniej trzech papug [(kakadu) (według Fransa de Waala tych doświadczeń nie znała nawet Irene Pepperberg, prowadząca współcześnie badania papugowatych, m.in. werbalnej komunikacji z Alexem).
Wykonała również tysiące eksperymentów dotyczących indywidualnych odpowiedzi psów i wilków na różne bodźce wzrokowe (odróżnianie koloru, kształtu, rozmiaru) i inne. W czasie badań stosowała test, znany obecnie jako test dopasowania do wzorca (Match-to-sample task, MTS), opracowany już w czasie badań szympansa Joni. Za szczególnie istotne dla badań mózgu uznaje się wykazanie, że młody szympans poprawnie wykonuje zadanie, w którym przedmioty poznane wzrokowo należy wybrać spośród innych, umieszczonych w worku, kierując się wyłącznie dotykiem. Testy „dopasowania do wzorca” (MTS) są współcześnie powszechnie stosowane w psychologii i etologii, jednak nazwisko pomysłodawczyni nie jest wspominane.
Wyniki porównawczej analizy zdolności naśladowczych u dzieci i małp zostały opisane w książce Priedposyłki czełowieczeskogo myszlenija (Podrażatielnoje konstruirowanije obiezjanoj i diet'mi), wydanej w 1965 (po śmierci autorki).

## Publikacje
Za najważniejsze z publikacji N.N. Ładyginy-Kots uważa się:
- ros. Исследование познавательных способностей шимпанзе; trb. Issledovaniye poznavatel'nykh sposobnostey shimpanze (1923)[25]
- ros. Приспособительные моторные навыки макака в условиях эксперимента; Prisposobitel'nyye motornyye navyki makaka v usloviyakh eksperimenta (1926)[15]
- ros. Дитя шимпанзе и дитя человека в их инстинктах, эмоциях, играх, привычках и выразительных движениях; Ditya shimpanze i ditya cheloveka v ikh instinktakh, emotsiyakh, igrakh, privychkakh i vyrazitel'nykh dvizheniyakh (1935)[23]
- ros. Развитие психики в процессе эволюции организмов; Razvitiye psikhiki v protsesse evolyutsii organizmov (1958)[34]
- ros. Конструктивная и орудийная деятельность высших обезьян; Konstruktivnaya i orudiynaya deyatel'nost' vysshikh obez'yan (1959)[28]
- ros. Предпосылки человеческого мышления (подражательное конструирование обезьяной и детьми); Predposylki chelovecheskogo myshleniya (podrazhatel'noye konstruirovaniye obez'yanoy i det'mi) (1965)[38]

Opublikowano ponadto liczne artykuły naukowe i wznowienia książek, również w języku angielskim i francuskim, np. 
- ang. Infant ape and human child : instincts, emotions, play, habits (2000)[40]
- ang. Infant Chimpanzee and Human Child. A Classic 1935 Comparative Study of Ape Emotions and Intelligence the late N. N. Ladygina-Kohts (2002)[10]
- fr. Emploi d'un instrument par un chimpanzé dans une situation expérimentale[41]
- niem. Untersuchungen über die Erkenntnisfähigkeiten des Schimpansen[42]

Monografia pt. Instynkt pozostała w rękopisie.

## Odznaczenia
Otrzymała m.in.: 
- Order Lenina
- Medal „Za obronę Moskwy”
- Medal „Za ofiarną pracę w Wielkiej Wojnie Ojczyźnianej 1941–1945”
- tytuł Zasłużony Działacz Nauki RFSRR (1960)

## Oddźwięk, opinie
Przyjacielem małżeństwa Kots oraz ich współpracownikiem był prof. Jan Dembowski, polski biolog dobrze znający język rosyjski, specjalista w dziedzinie etologii, ewolucjonizmu, zoopsychologii. Odwiedzał muzeum i laboratoria Kotsów w Moskwie wraz ze swoimi polskimi współpracownikami. Pracę Nadieżdy Ładyginy-Kots z 1935 wysoko oceniał na tle dorobku innych prymatologów (Carlyle, Jacobsen i Yoshioka, 1932; Winthrop Kellogg i Luella Kellogg, 1933). Porównywał również jej badania dotyczące wytwarzania i stosowania narzędzi z pracami Köhlera i Wacuro. Program badawczy Ładyginy-Kots uznał za bardziej wyczerpujący od programów wymienionych prymatologów o światowej sławie. Stwierdził, że jej szympans (Parys) wykazał dużo inwencji, jednak jego działania różniły się od podejmowanych przez inne doświadczalne szympansy (zwłaszcza przez Sułtana), co wynikało z innego układu całej serii eksperymentów.

Mimo ograniczonej dostępności rosyjskojęzycznych publikacji Nadieżdy Ładyginy-Kots dla środowisk zachodnioeuropejskich i amerykańskich, wiedza o nich dotarła do Roberta Yerkesa, znanego amerykańskiego prymatologa i profesora psychobiologii, założyciela ośrodka badawczego przy Uniwersytecie Yale (później Yerkes National Primate Research Center). Badania wykonane w moskiewskim laboratorium zainteresowały go na tyle, że w 1929 odbył podróż do Moskwy, aby porozmawiać z Ładyginą-Kots (za pośrednictwem tłumacza) o jej badaniach szympansa Joni. Yerkes pisał o tych badaniach w swoich książkach z najwyższym podziwem. Przypuszczalnie skłoniło to Fransa de Waala do pracy nad wydaniem książki o rozwoju „dziecka szympansa i dziecka człowieka” (Infant Chimpanzee and Human Child. A Classic 1935 Comparative Study of Ape Emotions and Intelligence the late N. N. Ladygina-Kohts, 2002). We własnej książce pt. Bystre zwierzę (wyd. pol. 2017) napisał m.in.: „Moja własna fascynacja postacią tej zapomnianej bohaterki również zaprowadziła mnie do Moskwy”. Ta fascynacja wzrosła po obejrzeniu zarchiwizowanej fotograficznej dokumentacji jej eksperymentów. Stwierdził, że Ładygina-Kots i słynny Wolfgang Köhler niezależnie i równocześnie zmierzali w tym samym kierunku. Pytał: 

Czy Kots została przeoczona ze względu na swoją płeć? Czy może istotny okazał się język?

Frans de Waal jest również autorem artykułu o wymownym tytule „Before Jane Goodall, There Was Nadia Kohts”. W pierwszym zdaniu wstępu do innego artykułu (Darwin’s Legacy and the Study of Primate Visual Communication) zwrócił uwagę, że od opublikowania w 1872 pracy Darwina o wyrażaniu emocji u ludzi i zwierząt trzeba było poczekać 60 lat, zanim ten temat zauważył inny bystry obserwator – Nadieżda Ładygina-Kots (kolejni zajęli się tematem dopiero w latach 60. XX w.).
Istnieją dowody dużego uznania, jakim darzył Ładyginę-Kots również Harry Harlow (1905–1981), kontrowersyjny prymatolog z University of Wisconsin-Madison; przypuszcza się, że jej prace mogły zainspirować jego znany program badawczy.
Publikacje Ładyginy-Kots są cytowane współcześnie, m.in. przez psychologów, zajmujących się problemami stresu, emocji i dobrostanu człowieka. Jednym z przykładów jest książka Why Only Humans Weep: Unravelling the Mysteries of Tears, której autorem jest Ad Vingerhoets, profesor psychologii klinicznej w Tilburg University, zainteresowany jej pograniczem z biologią ewolucyjną, neurologią, teologią, sztuką, historią, antropologią.